# Université préfectorale d'actions sociales de Kanagawa
L'Université préfectorale d'actions sociales de Kanagawa (神奈川県立保健福祉大学, Kanagawa kenritsu hoken fukushi daigaku) est une université publique du Japon située dans la ville de Yokosuka.